# Юзефовичи
Юзефо́вичи (также Езофовичи, Йозефовичи, Ёзефовичи и пр.; пол. Józefowicz) — дворянский род Великого княжества Литовского.

## Происхождение и история рода
Род Юзефовичей происходит, по-видимому, от сыновей еврея Езофа, живших в городе Бресте: Абрагама Езофовича, бывшего великим подскарбием Великого княжества Литовского при Сигизмунде I (назначен в 1514 году) и Михеля Езофовича, бывшего старшиной (обер-раввином) всех евреев Великого княжества Литовского (назначен обер-раввином также в 1514 году).
Михелю был пожалован герб Лелива, а Аврааму — гербы Радван, Абданк, и Ястржембец.
Род Юзефовичей внесён в I часть родословной книги Ковенской и Минской губернии.
По мотивам истории семьи Юзефовичей написано наиболее известное произведение Элизы Ожешко «Меир Эзофович».
Существует также род Глебицких-Юзефовичей (пол. Hlebicki-Józefowicz) герба Абданк, восходящий к середине XVII века и внесённый в VI часть родословной книги Ковенской губернии.
Кроме того, есть роды Юзефовичей гербов Домброва, Држевица, Ильговский, Одсеч, Правомян.
Малороссийский дворянский род Юзефовичей герба Домбровский — потомство Иосифа Гавриловича, значкового товарища Черниговского полка (1726).